# Ризоль Дмитро Корнійович
Дмитро Ризоль (1886, с. Мануйлівка Новомосковського повіту Катеринославської губернії, нині — у складі Дніпра — липень 1938, Дніпро, Україна) — один з найактивніших мануйлівських просвітян, фундатор місцевої «Просвіти», член товариства з 1908, член ради (1910 — 1914). Жертва російського окупаційногно режиму.

## Життєпис
У селянина Корнія Ризоля у Мануйлівці було восьмеро дітей: четверо синів (Дмитро, Василь і два Івани) і чотири доньки. 12 серпня 2000 син Василя Валентин розповів, що у цій родині було репресовано троє братів: Івана меншого арештовували за те, що агітував проти колективізації. Був посланий на будівництво Харкова. Повернувся до дружини, не мав прописки, був на утриманні у неї до самої війни. У 1944 — 1945 був засуджений знов, бо за окупації працював у поліції. У квітні 1938 спочатку був заарештований просвітянин Дмитро, а потім його брат Василь Корнійович (1901 — 1938), який теж працював на заводі К. Лібкнехта токарем.
Дружина Дмитра Ольга була сестрою мануйлівського просвітянина, члена УСДРП Івана Чорного. Ризоль з дружиною мав десятеро дітей. Син Валентин, 1921 р.н., пригадує, що батько любив українські вистави, грати в «Наталці Полтавці». Мати розповідала синові, що Ризоль був скарбником «Просвіти». Якось наскочили махновці з наміром забрати гроші в просвітян. А батько жив на т. зв. «Котлярівці», неподалік від «Просвіти». Ризоль сховав купюри у книжках. Махновець наставив пістолет: «Відчиняй касу, а не то застрелю!» Ризоль відкрив касу, але в ній нічого не було. На щастя, махновець так і не зачепив скарбника і поїхав собі. Збіглися просвітяни. Ризоль наказав розібрати гроші. Ніхто не сподівався, що вони вціліли.

### Участь у діяльності мануйлівської «Просвіти»
22 січня 1911 Мануйлівська «Просвіта» підготувала першу виставу власними силами: музично-драматична секція товариства поставила п’єсу Карпенка-Карого «Розумний і дурень». Секція почала працювати під орудою Михайла Васюка. Учасником цієї першої вистави був і Ризоль. «Грали самі робітники та селяни і як на перший раз гарно». («Рада». — 1911. — 28 січня (10 лютого). — № 22).
За родинними спогадами, Г. Петровський у царські часи мешкав у Івана Чорного, теж робітника. Було нібито й фото, на якому були увічнені Гр. Петровський і Ризоль. Але фото при арешті забрали. А батько Р. — Корній мав землю на Кащенківському селищі, коня, корів, сам сіяв. Його оголосили куркулем і в 1933 розкуркулили. З двору забрали все. Заарештували найменшого Корнійового сина — Ванька. Його потім випустили, але з «вовчим квитком». Жив фактично на утриманні дружини Катерини. Так проліг його шлях у поліцію за війни. Подальша доля цього Івана родичам невідома.
За спогадами доньки Анастасії, Ризоль завжди грав на сцені роль батька у «Сватанні на Гончарівці». За родинним переказом, прізвище Ризоль — французьке, нібито у війну 1812 чи ще раніше французи опинилися тут, на берегах Дніпра. У 1930-х проводились олімпіади народної творчості. Ризоль брав у них участь від заводу ім. Карла Лібкнехта, на якому працював.
У родині і коні були чудові. І скриня полтавська. Якось Ризоль з іншими аматорами проїхався на трійці через весь проспект К. Маркса у винагороду за те, що у них була найкраща вистава. Хату Ризоля прикрашали картини — художником-самоуком був син просвітянина Іван (загинув у війну під Сталінградом), який малював і ліпив статуетки. 

### Обшук, арешт і розстріл
Діти на все життя запам’ятали 4 квітня 1938 — о четвертій годині ночі люди в уніформі прийшли забирати батька. Його заарештували, незважаючи на те, що в родині було десятеро дітей! Зробили обшук, наказали одягатися. Ризоль вдягнув найкращого костюма, чоботи. На здивування дружини відповів, що в поганому одязі не піде. Тримався з гідністю, відчував, що не повернеться. Діти стояли біля печі. Батько поцілував найменшеньких — Настю і Василька. Чим же завинив перед радянською владою Ризоль — безпартійний, людина з нижчою освітою, токар заводу ім. К.Лібкнехта? Постановою трійки УНКВД УРСР по Дніпропетровській області від 10 травня 1938 як учасник «контрреволюційної націоналістичної есерівської повстанської організації» він засуджений до вищої міри покарання — розстрілу. Страчений у липні того ж року. Реабілітований посмертно постановою президії Дніпропетровського обласного суду від 25 вересня 1957.
У 1941, коли почалася війна, забрали на фронт трьох синів Ризоля: Володимира, Миколу й Івана. Усі три загинули на фронті: у Волгограді на Малаховому кургані вибито ім’я полеглого там капітана Івана Ризоля. Микола і Володимир Дмитровичі Ризолі загинули при визволенні Дніпропетровщини. А Василь у війну тут рив окопи, захворів на запалення легенів і невдовзі помер. Син Валентин був евакуйований до Куйбишева і там працював на авіазаводі.
Після визволення Дніпра в жовтні 1944 органами НКВС заарештована 18-річна донька Ризоля Анастасія, учениця індустріального технікуму. Її звинувачували в тому, що вона «боролася за вільну Україну». У камері, куди її кинуто, чиєюсь рукою були написані слова: «За кохання життя не жаль, а за волю й кохання віддам...» Анастасія Ризоль провела в ув’язненні чотири місяці і тільки в 1945 була звільнена. Так у долі дітей озивалася доля батька.